# Паркани (Сороцький район)
Паркани (рум. Parcani) — село в Молдові у Сороцькому районі. Є центром комуни, до складу якої також входить село Волоаве.
| Молдова | Це незавершена стаття з географії Молдови. Ви можете допомогти проєкту, виправивши або дописавши її. |

1. ↑  Ladaniuc V., Țopa T. G. Localitățile Republicii Moldova: itinerar documentar-publicistic ilustrat. Volumul 10: P — Chișinău: Draghiștea, 2012. — С. 87. — 802 с. — ISBN 978-9975-4210-4-1